# Themistoclesia tunquiniensis
Themistoclesia tunquiniensis är en ljungväxtart som beskrevs av Pedraza och Luteyn. Themistoclesia tunquiniensis ingår i släktet Themistoclesia och familjen ljungväxter. Inga underarter finns listade i Catalogue of Life.